# Налёт на Трук
Налёт на Трук (яп. トラック島空襲 Торакку-то: ку: сю:, букв. «Авианалёт на остров Трук») или Операция «Хэйлстоун» (англ. Operation Hailstone) — массированная атака 17—18 февраля 1944 года авианосной авиации и надводных кораблей флота США во время Второй мировой войны на японскую военно-морскую и авиационную базу на Труке в архипелаге Каролинские острова, принадлежавшем Японии до войны.

## Предыстория
Атолл Трук был крупной японской базой материально-технического снабжения, а также «домашней» военно-морской базой Объединённого
Императорского флота Японии. Фактически эта база представляла собой японский эквивалент Пёрл-Харбора ВМС США, была единственной крупной японской авиабазой в радиусе Маршалловых островов и играла ключевую роль в материально-технической и оперативной поддержке японских гарнизонов, составляющих оборонительный периметр на островах и атоллах центральной и южной частей Тихого океана.
Чтобы обеспечить преимущество в воздухе и на море в предстоящем наступлении на Эниветок, адмирал Рэймонд Спрюэнс приказал атаковать Трук. Оперативное соединение TF 58 вице-адмирала Марка Митчера состояло из пяти авианосцев (Энтерпрайз, Йорктаун, Эссекс, Интрепид и Банкер Хилл) и четырёх лёгких авианосцев (Белло Вуд, Кэбот, Монтерей и Каупенс), которые несли на борту более 500 самолётов. Эскорт авианосцев обеспечивал большой флот из семи линкоров и многочисленных крейсеров, эсминцев, подводных лодок и других кораблей.
Опасаясь, что база стала слишком уязвимой, японцы передислоцировали авианосцы, линкоры и тяжёлые крейсера Объединённого флота на Палау неделей раньше. Тем не менее, на якорной стоянке оставалось множество меньших военных кораблей и грузовых судов, а на аэродромах атолла продолжали оставаться несколько сотен самолётов.

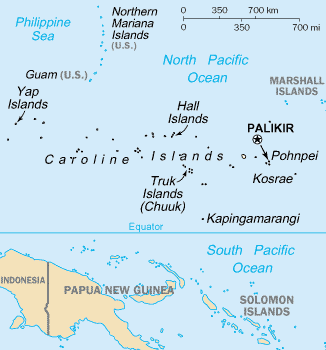
Карта Каролинских островов

## Наступление
Американские наступательные действия были комбинацией авианалётов, действий надводных кораблей и подводных лодок в течение двух дней и, казалось, застали японцев врасплох. Несколько дневных, наряду с ночными авианалётами, в том числе истребительной авиации, пикировщиков и торпедоносцев по японским аэродромам, самолётам, береговой инфраструктуре и кораблям на и возле якорной стоянке острова Трук. Американские надводные корабли и подводные лодки патрулировали возможные направления отхода с якорной стоянки и атаковали японские корабли, которые пытались скрыться от авианалётов.
В общей сложности во время операции были затоплены три японских лёгких крейсера (Агано, Катори и Нака), четыре эсминца (Оитэ, Фумидзуки, Майкадзэ и Татикадзэ), три вспомогательных крейсера (Акаги Мару, Айкоку Мару, Киёсуми Мару), две базы подводных лодок (Хэйан Мару, Рио-де-Жанейро Мару), три меньших военных корабля (в том числе морские охотники Ch-24 и Сёнан Мару 15), авиационный транспорт Фудзикава Мару и 32 грузовых корабля. Некоторые из этих кораблей были уничтожены на якорной стоянке, а остальные в окрестностях лагуны Трук. Многие грузовые суда были загружены подкреплениями и грузами для японских гарнизонов в центральной части Тихого океана. Только небольшое число войск на борту затонувших судов и незначительная часть грузов были спасены.
Майкадзэ и ещё несколько кораблей были потоплены американскими надводными кораблями во время попытки покинуть якорную стоянку Трука. Спасшиеся с тонущих японских кораблей моряки, по донесениям, отказывались от спасения американскими кораблями.. Крейсер Агано, пострадавший во время рейда на Рабаул и который в момент начала налёта уже находился на пути в Японию, был потоплен американской подводной лодкой Скэйт. Оитэ, поднявший 523 моряков с Агано, возвратился к Труку, чтобы принять участие в обороне своими зенитными орудиями. Он был потоплен сразу после начала авианалёта со всеми спасшимися моряками Агано, спаслось только 20 членов экипажа Оитэ из 192.
Свыше 250 японских самолётов было уничтожено, большей частью ещё на земле. Многие самолёты были на разных стадиях сборки, так как только что были доставлены из Японии в разобранном состоянии на борту грузовых судов. Только небольшая часть собранных самолётов смогли подняться в воздух на отражение атаки самолётов США. Несколько японских самолётов, поднявшихся в воздух, были сбиты истребителями или стрелками бомбардировщиков США.
Американцы потеряли 25 самолётов, главным образом от интенсивного зенитного огня батарей на Труке. Порядка 16 американских лётчиков было спасено подводными лодками или гидросамолётами. Ночная торпедная атака японского самолёта из Рабаула или Сайпана нанесла повреждение Интерпиду, погибло 11 членов экипажа, заставив корабль вернуться в Пёрл-Харбор, а затем в Сан-Франциско для ремонта. Корабль вернулся в строй в июне 1944 года. Ещё одна атака японских самолётов привела к повреждению линкора Айова бомбой.
Документальные кадры налёта на Трук можно увидеть в фильме The Fighting Lady, отснятом ВМС США.
В своей автобиографии Baa Baa Black Sheep пилот корпуса морской пехоты Грегори «Паппи» Боингтон описывал свой опыт в качестве военнопленного на Труке во время налёта.

## Последующие события
Налёт на Трук завершил существование Трука в качестве большой угрозы для операций Союзников в центральной части Тихого океана; японский гарнизон на Эниветоке не смог получить реальной помощи и подкреплений, которые могли бы ему помочь в защите от вторжения, которое началось 18 февраля 1944 года и, соответственно, налёт на Трук значительно облегчил американцам захват этого острова.
Позднее японцы перебросили около 100 оставшихся самолётов с Рабаула на Трук. Эти самолёты подверглись новому нападению авианосных сил США 29-30 апреля 1944 года, в результате чего большая их часть была уничтожена. Американские самолёты сбросили 92 бомбы в течение 29 минут, уничтожив японскую авиацию. При налётах в апреле 1944 года кораблей в лагуне Трука обнаружено не было, и эта атака стала последним налётом на Трук во время войны.
Союзники не стали захватывать Трук, он был просто изолирован их силами, по большей части американским флотом, который продолжал своё наступление на Японию, захватывая ключевые острова в Тихом океане, в том числе Гуам, Сайпан, Палау и Иводзиму. Японские войска, отрезанные на Труке, как и на многих других островах в центре Тихого океана, испытывали недостаток продовольствия и находились перед лицом голода на момент капитуляции Японии в августе 1945 года.
Авианалёт на Трук также стал катализатором для кадровых перестановок в военных кругах Японии. Премьер-министр и министр армии Хидэки Тодзио с одобрения императора отправил в отставку начальников генеральных штабов армии и флота: Хадзимэ Сугияму и Осами Нагано и сам встал во главе генерального штаба армии. Получив полный контроль над сухопутными силами, Тодзио направил все ресурсы и значительную часть войск на сухопутные операции в Китае и Индии, практически не занимаясь Тихоокеанским фронтом, что в конечном счёте обернулось поражением в битве за Сайпан и отставке самого Тодзио со всех постов.

## Дополнительная информация
- Bailey, Dan E. World War II: Wrecks of the Kwajalein and Truk Lagoons (англ.). — North Valley Diver Publications, 1992. — ISBN 0-911615-05-9.
- Brown, David. Warship Losses of World War Two (неопр.). — United States Naval Institute, 1990. — ISBN 1-55750-914-X.
- Brown, Herbert C. Hell at Tassafaronga (неопр.). — Ancient Mariners Pr, 2000. — ISBN 0-9700721-4-7.-Firsthand account of Operation Hailstone by a crewmember of USS New Orleans.
- Cressman, Robert J. The official chronology of the U.S. Navy in World War II (англ.). — Annapolis, Maryland: United States Naval Institute, 2000. — ISBN 1557501491.
- D'Albas, Andrieu. Death of a Navy: Japanese Naval Action in World War II (англ.). — Devin-Adair Pub, 1965. — ISBN 0-8159-5302-X.
- Ito, Masanori. The End of the Imperial Japanese Navy (неопр.). — Jove, 1986 (reissue). — ISBN 0515086827.
- Lacroix, Eric; Linton Wells. Japanese Cruisers of the Pacific War (неопр.). — United States Naval Institute, 1997. — ISBN 0-87021-311-3.
- Lindemann, Klaus. Hailstorm Over Truk Lagoon[англ.]: Operations Against Truk by Carrier Task Force 58, 17 and 18 February 1944, and the Shipwrecks of World War II (англ.). — Oregon, USA: Resource Publications[англ.], 2005. — ISBN 1-59752-347-X.
- Morison, Samuel Eliot. Aleutians, Gilberts and Marshalls, June 1942-April 1944, History of United States Naval Operations in World War II[англ.] (англ.). — Boston: Little, Brown and Company, 1961.
- Peattie[англ.], Mark. Nan'Yo: The Rise and Fall of the Japanese in Micronesia, 1885-1945 (Pacific Islands Monograph Series) (англ.). — University of Hawaii Press[англ.], 1992. — ISBN 0824814800.
- Stafford, Edward P.; Paul Stillwell (Introduction). The Big E: The Story of the USS Enterprise (англ.). — United States Naval Institute, 2002 (reissue). — ISBN 1-55750-998-0.
- Stewart, William Herman. Ghost Fleet of the Truk Lagoon: An Account of "Operation Hailstone", February, 1944 (англ.). — Pictorial Histories, 1986. — ISBN 0-933126-66-2.
- Wright III, Burton. Eastern Mandates (неопр.). — United States Army Center of Military History[англ.]. — (The US Army Campaigns in World War II).

Видео
- Quest for Sunken Warships : «Operation Hailstone», 2007, documentary, Military Channel, last aired September 30, 2010, 4-5pm MDT.